# Vermillion
Метеорит Vermillion — це паласитовий кам'яно-залізний метеорит, один із двох екземплярів, яких відносять до піроксенової паласитової міні-групи.

## Відкриття
Метеорит був знайдений поблизу містечка Вермільйон, округ Маршалл, штат Канзас, від якого й отримав свою назву. Він був виявлений двома фермерами, коли вони засівали зернове поле у 1991 році. У знахідці було розпізнано метеорит та вперше описано у 1995 році.

## Мінералогія
Метеорит Vermillion складається із метеоритного заліза (приблизно 86% загального об'єму) та силікатів (14%). До силікатів належать олівін (93% загальної кількості силікатів), ортопіроксен (5%), хроміт (1.5%) та мерріліт (0.5%). Також присутні такі додаткові мінерали, як троіліт, вітлокіт та когеніт.

## Класифікація
Метеорит Vermillion класифікується як піроксеновий паласит, оскільки він містить піроксен як додатковий мінерал, а також має виразний маркер ізотопу кисню, який був виявлений також і в метеориті Yamato 8451. Деякі дослідники не погоджуються із таким визначенням групи, посилаючись на відмінності у вмісті сидерофільних залишкових елементів, а також наявність когеніту в метеориті Vermillion.